# Anniken Wollik
Anniken Wollik (født 5. december 1997 i Nannestad) er en kvindelig norsk håndboldspiller, som spiller for SCM Râmnicu Vâlcea og Norges kvindehåndboldlandshold.
Hun fik officiel debut på det norske A-landshold den 27. oktober 2022 mod Holland ved Intersport Cup 2022 og var før det blev udtaget til EM i håndbold 2022 i Slovenien.
Wollik begyndte at spille håndbold i fødebyen for Nannestad IL. Derefter skiftede hun til Skedsmo HK's ungdomshold. I 2015/16-sæsonen skrev hun under med ligaklubben Rælingen HK, hvor hun i første omgang blev brugt som højre fløj. Inden Rælingen vendte tilbage til ligaen i 2020, var Wollik 1. divisions topscorer med 146 mål i 2019/20-sæsonen.